# Ranya Kouadri
Pour les articles homonymes, voir Kouadri.
Ranya Kouadri, née le  
4 septembre 1965, est une joueuse de pétanque française. 

## Clubs
- ?-? : CMOV Vénissieux (Rhône)
- ?-? : DIV 2 Brosses Villeurbanne (Rhône)
- ?-? : Fraternelle Oullins (Rhône)
- ?-? : Saint-Genis-Laval Pétanque (Rhône)
- ?-? : CPBT Bron Terraillon (Rhône)
- ?-? : DUC Nice (Alpes-Maritimes)
- ?-? : Villeurbanne (Rhône)
- ?-? : Ile-Rousse (Haute Corse)
- ?- : Club des Brosses Villeurbanne (Rhône)

## Palmarès[1],[2]

### Séniors

#### Championnats du Monde
Championne du Monde
- Triplette 1992 (avec Marie-Christine Virebayre et Aline Dole) :  Équipe de France

Finaliste
- Triplette 1990 (avec Aline Dole, Sylvette Innocenti) :  Équipe de France
- Triplette 1998 (avec Aline Dole, Angélique Colombet et Peggy Milei) :  Équipe de France

Troisième
- Triplette 2006 (avec Marie-Christine Virebayre, Florence Schopp et Angélique Colombet) :  Équipe de France
- Triplette 2008 (avec Marie-Christine Virebayre, Florence Schopp et Angélique Colombet) :  Équipe de France

#### Jeux mondiaux
Vainqueur
- Doublette 1993 (avec Aline Dole) :  Équipe de France

Finaliste
- Doublette 2009 (avec Nadège Baussian) :  Équipe de France

#### Championnats d'Europe
Championne d'Europe
- Triplette 2001 (avec Florence Schopp, Cynthia Quennehen et Angélique Colombet) :  Équipe de France

#### Championnats de France
Championne de France
- Doublette 1987 (avec Nathalie Gelin) : DIV 2 Brosses Villeurbanne
- Doublette 1989 (avec Nathalie Gelin) : DIV 2 Brosses Villeurbanne
- Doublette 1996 (avec Aline Dole) : Fraternelle Oullins
- Doublette 1998 (avec Aline Dole) : Fraternelle Oullins
- Triplette 2005 (avec Sandra Monteiro et Cynthia Quennehen) : CPBT Bron Terraillon

Finaliste
- Doublette mixte 2005 (avec Philippe Santini) : CPBT Bron Terraillon
- Triplette 2006 (avec Sandra Monteiro et Cynthia Quennehen) : CPBT Bron Terraillon
- Doublette mixte 2008 (avec Philippe Santini) : DUC Nice

#### Millau

##### Mondial à pétanque de Millau (2003-2015)
Vainqueur
- Doublette 2003 (avec Cynthia Quennehen)
- Triplette 2006 (avec Marie-Christine Virebayre et Angélique Colombet)

Finaliste
- Triplette 2008 (avec Ludivine d'Isidoro et Nadège Baussian)